# UN-Sonderberichterstatter zu Russland
Die Stelle des Sonderberichterstatters zur Menschenrechtssituation zu Russland (engl.: Special Rapporteur on the Russian Federation) wurde 2022 vom UN-Menschenrechtsrat geschaffen, um die Menschenrechtssituation in Russland zu beobachten und Empfehlungen zu ihrer Verbesserung zu geben.

## Vorgeschichte
Zum Abschluss der Konferenz für Sicherheit und Zusammenarbeit in Europa unterzeichnete die Sowjetunion am 1. Dezember 1975 die Schlussakte, die im sogenannten dritten Korb die universalen Menschenrechte garantierte. Der Text wurde in sowjetischen Zeitungen abgedruckt. Bürgerrechtler gründete 1976 die Moskauer Helsinki-Gruppe und forderte die Einhaltung der neu anerkannten Rechte ein. Es kam zu zahlreichen Verhaftungen meist unter dem Vorwurf des „Landesverrats“.
Nach dem Zerfall der Sowjetunion ab 1990 und der Schaffung der Russischen Föderation 1992 wurden die Menschenrechte als höchste Werte in die russische Verfassung aufgenommen, Russland unterzeichnete die Europäische Menschenrechtskonvention
und erkannte die Rechtsprechung des Europäischen Gerichtshofs für Menschenrechte in Straßburg an. Im Dezember 2015 erließ der russische Präsident Putin jedoch ein Gesetz, das dem russischen Verfassungsgericht erlaubte, Entscheidungen des Europäischen Gerichtshofs auf ihre Gültigkeit für Russland zu überprüfen, und stellte damit den Vorrang des internationalen Menschenrechts in Russland wieder infrage.
Wenn staatliche russische Stellen von Menschenrechten sprechen, meinen sie meist soziale Garantien für Wohnen, Heizung, Essen und Arbeit. Politische Rechte werden dagegen als aus dem Westen importiert und als unvereinbar mit den traditionellen russischen Werten dargestellt. Das Menschenrechtsthema werde von westlichen und amerikanischen Strukturen aktiv als Waffe zur Destabilisierung Russlands eingesetzt. Die russische Menschenrechtspolitik sehe ihre Aufgabe vor allem der Schutz der Menschenrechte der Russen im Ausland, vor allem im Baltikum und in der Ukraine.
Im Innern geht die staatliche Politik seit vielen Jahren aggressiv gegenüber Organisationen vor, die eigenständig und systemkritisch arbeiten. So wurde durch das Gesetz über „ausländische Agenten“ bürgerschaftliches Engagement als aus dem Ausland gesteuert diffamiert. 2016 standen auf der Liste 140 Organisationen, die sich zumeist um den Umweltschutz, um Menschenrechte, Geschlechtergerechtigkeit und Migrantenschutz bemühen. Viele dieser „Agenten“-Organisationen lösten sich unter dem staatlichen Druck in der Folge auf.
Das Demonstrationsrecht, die Vereinigungsfreiheit, die Versammlungsfreiheit, die freie Meinungsäußerung und Pressefreiheit wurden durch gesetzliche Änderungen und staatliches Handel massiv eingeschränkt. Oppositionelle wurden mit vorgeschobenen Tatvorwürfen angeklagt und verurteilt, es kam immer wieder zu Bedrohungen und Angriffen bis zu Mordanschlägen durch unbekannte Akteure, die nicht rechtsstaatlich verfolgt wurden.

## Das UN-Mandat
2022 schuf der UN-Menschenrechtsrat das Mandat für den Sonderberichterstatter zur Menschenrechtssituation in der Russischen Föderation durch seine Resolution 51/25 für zunächst drei Jahre.
Die Sonderberichterstatterin hat die Aufgabe, Informationen von allen relevanten Akteuren zu sammeln, die Menschenrechtssituation und auch die humanitäre Lage in Russland zu beurteilen und Empfehlungen für Verbesserungen abzugeben. Sie erstellt jährlich Berichte an den Menschenrechtsrat und die UN-Generalversammlung.
Für die Sonderberichterstatterin gilt ein Verhaltenskodex des UN-Menschenrechtsrats. Sie arbeitet ehrenamtlich und ist in ihrer Amtsführung unabhängig. Die Amtszeit eines Mandats ist auf maximal zweimal drei Jahre begrenzt.

## Geschichte
Die erste Sonderberichterstatterin zu Russland, die Bulgarin Marina Katzarova, trat ihr Amt am 1. Mai 2023 an. In ihrem ersten Jahresbericht dokumentierte sie das zunehmend repressive Vorgehen gegen die friedliche Ausübung der Menschenrechte insbesondere seit dem Russischen Überfall auf die Ukraine am 24. Februar 2024. Der Bericht beschrieb, dass aktuelle russische Gesetzgebung die eigentlich durch nationales wie internationales Recht garantierten Menschenrechte massiv eingeschränkte und dadurch unabhängiger zivilgesellschaftlicher Raum geschlossen würde.

## Amtsinhaber
- Mariana Katzarova –  Bulgarien seit 2022

## Publikationen (Auswahl)
- Situation of human rights in the Russian Federation - Report of the Special Rapporteur on the situation of human rights in the Russian Federation. 15. September 2023 (englisch).
- Mariana Katzarova, Mary Lawlor, Cecilia M. Bailliet, Ben Saul, UN-Arbeitsgruppe gegen gewaltsames und unfreiwilliges Verschwindenlassen, UN-Arbeitsgruppe zur Diskriminierung von Frauen und Mädchen, Gina Romero, Irene Khan: Russia: All remaining human rights defenders, journalists and anti-war critics convicted in sham trials must be released, say UN experts. 2. August 2024 (englisch).